# Longueville (Lot-et-Garonne)
Longueville é uma comuna francesa na região administrativa da Nova Aquitânia, no departamento Lot-et-Garonne. Estende-se por uma área de 4,83 km². Em 2010 a comuna tinha 372 habitantes (densidade: 77 hab./km²).